# Albert Dietrich (Mediziner)
Albert Dietrich (* 4. März 1873 in Schweidnitz, Provinz Schlesien; † 1. September 1961 in Stuttgart) war ein deutscher Pathologe.

## Leben
Albert Dietrich, Absolvent des Studiums der Medizin, erhielt nach Assistentenjahren sowie anschließender Habilitation für Pathologie 1906 eine Professur für Pathologie an der Universität Tübingen. 1916 wechselte er zur selben Professur an die Universität Köln, bis er 1928 wieder in Tübingen den Lehrstuhl für Pathologie übernahm. Zusätzlich amtierte er dort in den Studienjahren 1933 und 1934 als Rektor. Dietrich, von 1933 bis 1944 Herausgeber der Zeitschrift für Krebsforschung, von 1951 bis 1955 Vorsitzender des Deutschen Zentralausschusses für Krebsbekämpfung und Krebsforschung, wurde 1952 als einer der ersten Ärzte für seine Verdienste um die Krebsforschung mit der Verleihung der Paracelsus-Medaille geehrt.
Albert Dietrich – er befasste sich wissenschaftlich mit den Bereichen pathologische Anatomie, experimentelle Pathologie sowie Mikrobiologie – setzte seinen Arbeitsschwerpunkt auf die Erforschung bösartiger Tumore, der Infektionskrankheiten sowie der Thrombose.
Dietrich war Mitglied der Burschenschaft Palatia Tübingen im ADB, der heutigen Alten Turnerschaft Palatia Tübingen. Im Jahr 1936 wurde er zum Mitglied der Leopoldina gewählt.